# 伊集院兼知

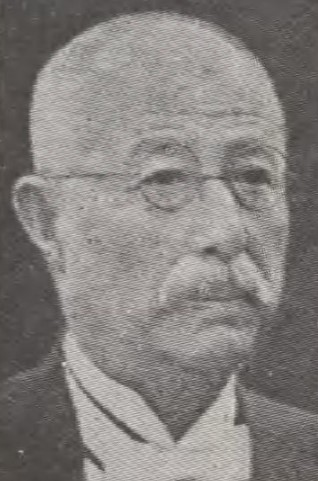
伊集院兼知

伊集院 兼知（いじゅういん かねとも、1870年11月2日（明治3年10月9日） - 1957年（昭和32年）2月19日）は、明治から昭和期の宮内官、政治家、華族。貴族院子爵議員。旧姓・本荘。幼名・恕男。

## 経歴
宮津藩知事・本荘宗武の三男として生まれる。1892年（明治25年）7月、子爵・伊集院兼寛の養子となり、兼知と改名。養父の死去に伴い、1898年（明治31年）4月29日に子爵を襲爵した。
1892年、学習院中等科を卒業。1896年（明治29年）主猟官に就任。1904年（明治37年）7月10日、貴族院子爵議員に選出され、研究会に所属して活動し、5期在任して1939年（昭和14年）7月9日に退任した。その他、臨時治水調査会委員、狩猟調査会委員などを務めた。
1939年9月8日に隠居し、家督は二男・兼高が継承した。

## 親族
- 妻：春（養父長女）[1]
- 二男：兼高（貴族院子爵議員）[1]
- 二女：富子（細川孝典夫人、離縁）[1]
- 三女：豊子（早川明石夫人）
- 五男：兼則（本庄寿巨養子）[1]

## その他
- 洋蘭、刀剣の趣味は一流であったと伝わる[9]。